# اسپاسوفو، استان دوبریچ
اسپاسوفو (به بلغاری: Spasovo) روستایی در بلغارستان است که در شهرستان جنرال توشوو واقع شده‌است.